# 价值规律
价值规律（德語：Wertgesetz）是卡尔·马克思的政治经济学批判的中心概念。这一概念参照了大卫·李嘉图的经济学理论。
首先在他与皮埃尔-约瑟夫·蒲鲁东的论战性著作《哲学的贫困》被阐明。 就最一般的情况而言，它是指人类工作产品的经济交换的规范法则：产品在贸易中的相对的交换价值，通常被表示为金钱-价格，是与人类劳动时间的平均值成比例的，生产这些产品的人类劳动在当前社会是必要的。
因此，商品（可交换的产品）的交换价值的波动是被它们的价值控制的，价值量由人类劳动的平均量决定，生产这些产品的人类劳动在当前社会是必要的（见劳动价值理论和价值形式）。本身，这个定理不难理解，并且直观地对许多劳动者有意义。然而，建立这种思想的理论是一个复杂得多的任务；它使马克思忙碌了超过二十年。
当马克思谈论“价值关系”或“价值比例”时（德语：Wertverhältnisse），他的意思不是“金钱”或“价格”。相反，他的意思是，人类劳动产品之间存在的价值比例。 这些关系可以表示为产品相对更换成本，作为劳动时间。生产产品消耗了更多劳动，它的价值就更多，反之，生产产品消耗了更少劳动，它的价值就更少。金钱-价格充其量只是马克思的价值关系的表达或反映—准确的或非常不准确的。
在市场交易中产品可在他们的价值之上或之下被交易，有的价格与产品价值没有任何关系（马克思的意义上），因为它们不是由人类劳动生产和再生产的可交换物品，或者是因为它们只涉及金融资产的债权。